# Онеонта (Алабама)
Онеонта (англ. Oneonta) — місто (англ. city) в США, в окрузі Блаунт штату Алабама. Населення — 6938 осіб (2020).

## Географія
Онеонта розташована за координатами 33°56′48″ пн. ш. 86°29′26″ зх. д. / 33.94667° пн. ш. 86.49056° зх. д. (33.946774, -86.490517).  За даними Бюро перепису населення США в 2010 році місто мало площу 39,50 км², з яких 39,28 км² — суходіл та 0,21 км² — водойми.

## Демографія
Згідно з переписом 2010 року, у місті мешкало 6567 осіб у 2502 домогосподарствах у складі 1630 родин. Густота населення становила 166 осіб/км².  Було 2751 помешкання (70/км²).
Расовий склад населення:
| - 84,1 % — білих - 6,0 % — чорних або афроамериканців - 0,5 % — корінних американців - 0,5 % — азіатів - 7,6 % — осіб інших рас |

До двох чи більше рас належало 1,3 %. Частка іспаномовних становила 15,9 % від усіх жителів.
За віковим діапазоном населення розподілялося таким чином: 23,0 % — особи молодші 18 років, 56,3 % — особи у віці 18—64 років, 20,7 % — особи у віці 65 років та старші. Медіана віку мешканця становила 40,5 року. На 100 осіб жіночої статі у місті припадало 91,0 чоловіків;  на 100 жінок у віці від 18 років та старших — 85,6 чоловіків також старших 18 років.
Середній дохід на одне домашнє господарство  становив 50 807 доларів США (медіана — 36 852), а середній дохід на одну сім'ю — 65 160 доларів (медіана — 50 677). За межею бідності перебувало 12,8 % осіб, у тому числі 18,1 % дітей у віці до 18 років та 14,1 % осіб у віці 65 років та старших.
Цивільне працевлаштоване населення становило 2490 осіб. Основні галузі зайнятості: освіта, охорона здоров'я та соціальна допомога — 27,6 %, виробництво — 14,4 %, роздрібна торгівля — 13,2 %, будівництво — 13,1 %.